# Uguzne Mezo
Uguzne, all'anagrafe Uguzne Mezo Garro (Amorebieta-Etxano, 20 marzo 1979), è un'ex calciatrice spagnola e basca, di ruolo portiere.

## Palmarès

### Competizioni nazionali
- Superliga Femenina: 3

Athletic Bilbao: 2002-2003, 2003-2004, 2004-2005